# Lunaria
Lunaria Tourn. ex L., detta anche Moneta del Papa, è un genere di Piante appartenenti alla famiglia delle Brassicacee. Comprende piccoli arbusti o erbe alte. Il nome deriva dall'aspetto tondeggiante e piatto del frutto, che seccandosi assume un aspetto argenteo.

## Tassonomia
Il genere Lunaria comprende delle specie:
- Lunaria annua L.
- Lunaria rediviva L.
- Lunaria telekiana Jáv.

## Descrizione
Lunaria annua, contraddicendo il suo nome scientifico, è un'erba biennale. Lunaria rediviva è perenne.

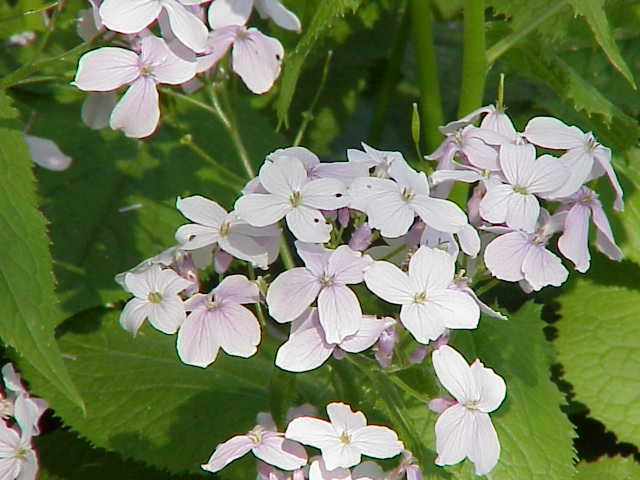
Fiori di Lunaria rediviva

Il fiore, di colore violaceo più o meno deciso a seconda delle specie, è composto da 4 petali, 4 sepali, 6 stami e un pistillo, secondo lo schema tipico della famiglia. I fiori di Lunaria annua sono inodori, quelli di Lunaria rediviva sono invece profumati.
Il frutto è una siliqua rotonda e appiattita, nella quale risaltano i semi. La siliqua si secca sulla pianta, assumendo una colorazione argentea.

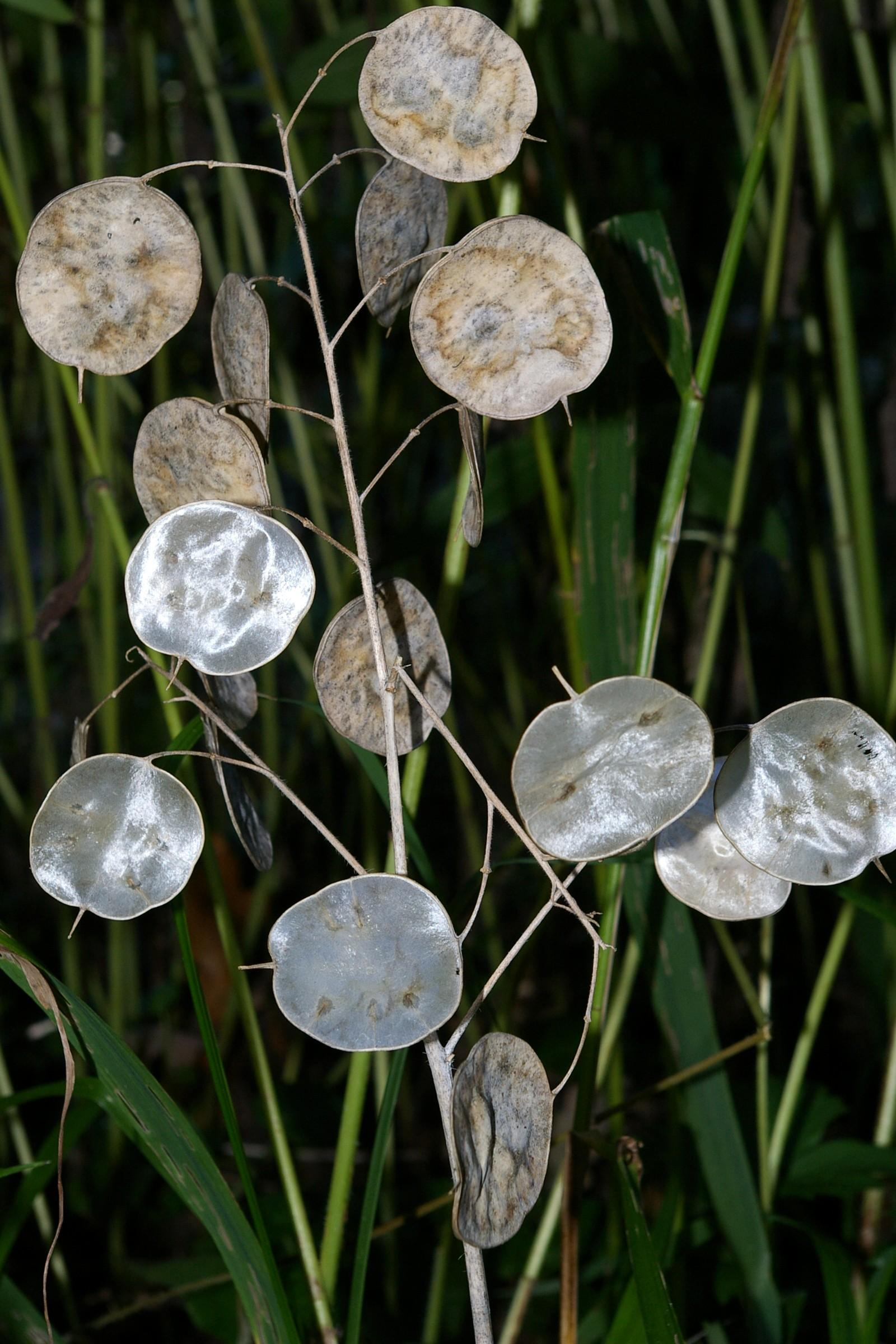
Caratteristico aspetto dei frutti di Lunaria annua a maturità

## Uso ornamentale
La lunaria secca è utilizzata anche come pianta ornamentale.

## Nomenclatura Popolare
L'aspetto rotondeggiante ed argenteo dei frutti maturi della lunaria annua richiama l'aspetto di monete d'argento, e questo ha dato origine a numerosi nomi popolari.
In Italia, viene chiamata "'Medaglioni del Papa'", "Moneta del Papa", "Moneta pontificia" o "Occhiali del Papa".
Nell'Asia del sud-ovest, viene chiamata "Albero dei soldi", e negli Stati Uniti "Silver dollars" ("Dollari d'argento").
In Danimarca è conosciuta come "Judaspenge", e in Olanda come "Judaspenning" (Monete di Giuda), un'allusione ai trenta denari d'argento con cui sarebbe stato pagato Giuda Iscariota nel racconto biblico.
I frutti della lunaria vengono usati nel romanzo Volo nella notte come augurio durante i matrimoni.